# スコット・フジタ
スコット・フジタ（Scott Anthony Fujita,1979年4月28日-）は、アメリカ合衆国カリフォルニア州ベンチュラ出身のアメリカンフットボール選手。ポジションはラインバッカー。

## 経歴

### プロ入りまで
白人だが、生後6週間で間もなく日系三世のロドニー・フジタ（真珠湾攻撃後にアリゾナ州の強制収容所で生まれた。）、妻のヘレン（白人）に養子として引き取られたため、姓は日本風のものになっている。家では日本語、日本食で育てられ、日本の正月やこどもの日にこいのぼりを掲げるといった習慣で育った。彼は食事を箸で食べる。彼の祖父母は盆栽を育てており、彼自身は自分を日本文化の中で育ったと認識している。スコットは自分の家族が日系人であることから学校でひどくからかわれた事について、非常にいらだっていた。
カリフォルニア州オックスナードのリオ・メサ高校を卒業後、カリフォルニア大学バークレー校に進学した。大学時代キャリアに関わるほどの頚部の手術から復帰した。政治学を専攻した彼はパシフィック・テン・カンファレンスのオールアカデミックチームに選ばれるほど学業で優秀な成績を修め教育学の修士も取得した。またラインバッカーとして4年間で39試合に出場、124タックル、7サックをあげた。

### NFL
2002年のNFLドラフト5巡目でカンザスシティ・チーフスに指名されて入団した。チーフスでは2003年、2004年とチームトップのタックルを記録していたが2005年開幕前にドラフト6巡目指名権及び2007年のドラフト指名権と引き換えにダラス・カウボーイズにトレードされた。2006年3月13日、ニューオーリンズ・セインツと契約した。チームは前年ハリケーン・カトリーナによる被害で地元ニューオーリンズを離れていた。この年のアトランタ・ファルコンズとのマンデーナイトフットボールの際、チームメートのマイク・マッケンジーはフジタを"Asian Assassin"（アジアからの暗殺者）と紹介した。QBサックしたときに太極図のポーズを取ることで知られている。
2007年1月13日のディビジョナルプレーオフ、フィラデルフィア・イーグルス戦の第4Qの活躍はチームに勝利をもたらした。
2007年にセインツのディフェンスキャプテンとなった。2008年の第1週タンパベイ・バッカニアーズ戦では試合終盤にジェフ・ガルシアのパスをインターセプトし勝利を決定づけた。
セインツの一員として第44回スーパーボウルで優勝した後、フリーエージェントとなりクリーブランド・ブラウンズと3年間で1400万ドル（800万ドルの保証を含む）の契約を結んだ。
2010年シーズンはチーム2位のタックルをあげていたが11月ひざの故障で離脱して9試合で56タックル、3.5サックの成績であった。
2011年11月には、不振にあえぐペイトン・ヒリスを他の7人のベテラン選手と共にミーティングルームに呼び出し、話し合いを行った。11月27日のシンシナティ・ベンガルズ戦で右手を骨折、手術を受けることとなった。
2013年4月22日、古巣セインツと一日限りの契約を結び、現役引退を発表をした。

## 人物
ラインバッカーとしては大型のサイズであり、セインツ時代は4-3ディフェンスにおけるストロングサイドのアウトサイドラインバッカーを務め、ディフェンスのシグナルを出していた。
2009年11月、ボルチモア・レイブンズのブレンドン・アイオンバーデイジョとともに同性婚を支援することを公表している。